# Negrete
Negrete è un comune del Cile della provincia di Biobío nella Regione del Bío Bío. Al censimento del 2002 possedeva una popolazione di 8.579 abitanti.

## Società

### Evoluzione demografica
| Censimento del 1992 | Censimento del 2002 |
| 8.347 ab.           | 8.579 ab.           |